# 2005年飓风艾米莉
飓风艾米莉（英語：Hurricane Emily）是活跃程度创下新纪录的2005年大西洋飓风季形成的第一场五级飓风，对加勒比海到墨西哥之间的广大地区构成严重破坏。风暴于2005年7月10日在大西洋中部形成，属佛得角型飓风，于7月14日穿越向风群岛。系统总体向西北偏西方向移动，在经过加勒比海期间逐渐强化，于7月16日达到萨菲尔-辛普森飓风等级下的五级飓风标准，创下自然年中形成日期最早的五级飓风纪录。气旋随后以四级强度登陆尤卡坦半岛，迅速穿越该半岛后又进入墨西哥湾重新组织。7月20日，风暴以大型飓风强度吹袭塔毛利帕斯州，然后迅速减弱，不到24小时后便已消散。
7月16日，艾米莉的中心气压降至929毫巴，持续风速达到每小时260公里，打破飓风丹尼斯仅6天前创下的纪录，成为一年中8月前形成的最强烈北大西洋热带气旋。截至2014年，艾米莉仍然是有纪录以来大西洋盆地形成日期最早的五级飓风，将飓风艾伦保持的纪录提早了近3周，直到2024年，此紀錄才被颶風貝里爾打破。颶風艾米莉及颶風貝里爾是大西洋僅有的兩场在8月前形成的大西洋五级飓风。艾米莉更是唯一一场创下了损失但没有被除名的五级飓风。

## 气象历史
7月10日晚，第五号热带低气压在大西洋中部形成，再于7月11日晚升级成热带风暴并获名“艾米莉”（Emily）。气象机构起初预计气旋会迅速增强，并朝西北偏西方向经过大安的列斯群岛，但风暴实际上却朝几乎正西方向的向风群岛前进，强度保持在热带风暴的中等水平。由于移动速度很快，艾米莉出现衰减，只能勉强维持结构。通常情况下，飓风行经的海域水温会有所降低，但飓风丹尼斯经过的加勒比海部分海域水温反而上升，所以更有利于热带气旋发展。7月13日晚，艾米莉快速增强，并在经过多巴哥进入加勒比地区东部期间达到飓风强度。7月14日，气旋以风力时速145公里强度登陆格林纳达北部。
次日，风暴进入加勒比海东南部，该海域通常不利于热带气旋发展，但艾米莉却再度快速强化，中心气压有相当大幅度的下降，风速也相应提高，于7月15日清晨短暂达到萨菲尔-辛普森飓风等级下的四级飓风强度。但在这天接下来的时间里，风暴强度有大幅波动，一度减弱成二级飓风，之后又重拾四级强度。7月16日，艾米莉又有显著强化，持续风速达到每小时260公里，成为有纪录以来大西洋盆地形成日期最早的五级飓风，也是有纪录以来在7月形成的最强大西洋飓风。美国国家飓风中心在当时的实际操作中以为艾米莉这时尚属四级飓风，但在风暴过后的重新分析中认定系统已达五级强度。气旋继续西进并略有减弱，以四级飓风强度从牙买加南部经过，再于7月17日以同等强度经过开曼群岛。飓风接下来几乎径直向西北偏西方向移动，强度略有减弱，但仍属四级飓风标准。吹袭科苏梅尔岛后，艾米莉于协调世界时7月18日早上6点30分从普拉亚德尔卡曼登陆。气旋风眼直接从科苏梅尔岛上经过，风暴产生的持续风速达每小时215公里。

2005年7月17日，即将登陆的飓风艾米莉

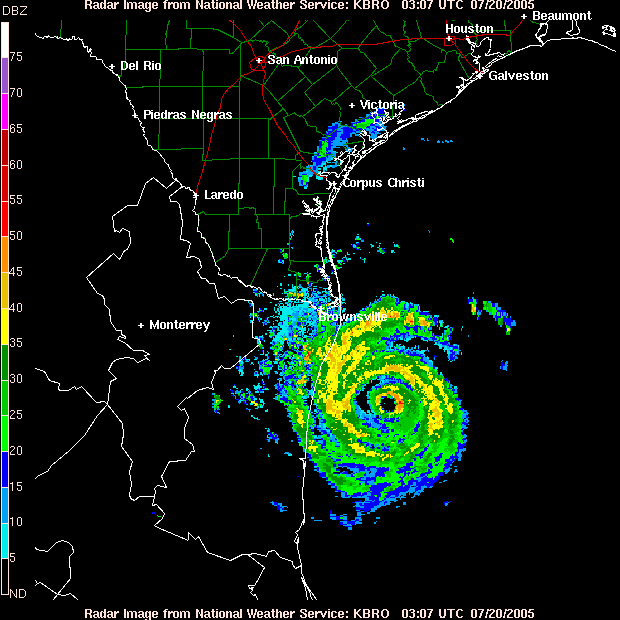
协调世界时7月20日凌晨3点7分，美国国家气象局位于德克萨斯州布朗斯维尔的NEXRAD（意为“下一代雷达”）记录下飓风艾米莉的图像。气旋风眼清晰可见，由强劲的风眼墙围绕。系统这时的风力时速为205公里，属三级飓风，正以每小时11公里的速度向西北偏西方向移动，距之后登陆的地点还有约160公里。

7月18日上午，飓风的环流中心进入墨西哥湾上空。环流中心因行经陆地而被扰乱，艾米莉的风速降至每小时120公里，已属飓风下限。但在水温较高的墨西哥湾西部行进数小时后，气旋又获得了重新发展所需的足够能量，其风速到午夜时已开始提高。虽然这一提升速度非常缓慢，但艾米莉的组织结构持续改善，开始呈现出非常对称的外流，只是最强风力却出现在距中心3个不同距离的位置上，表明飓风进入眼墙置换周期。但是，处于外层的风眼墙最终消退，内层核心保持稳固，7月19日晚，艾米莉的内层核心急剧增强。在短短几小时的时间里，系统气压下跌约30毫巴，风速从每小时145公里提升到200公里。
气象机构预测飓风还会进一步强化，但实际情况并非如此。艾米莉的移动速度放缓，其中心开始很不稳定地向海岸逼近。7月20日上午11点，风暴以风力时速200公里的三强飓风强度从圣费尔南多附近登陆塔毛利帕斯州，向墨西哥东北方向的内陆山区进发，最终于7月21日在东马德雷山脉上空消散。

## 防灾措施
墨西哥有数以万计的游客和居民从坎昆、里维埃拉玛雅（Riviera Maya），以及科苏梅尔岛及其周边的海滩度假胜地疏散。入住酒店的宾客从星期六开始撤离，他们还可以前往当地的避难所躲避。一架直升机前往墨西哥石油公司位于海上的石油平台执行疏散任务时坠毁，两名飞行员遇难。普拉亚德尔卡曼有位德籍居民在准备应对飓风的过程中触电身亡。

## 影响

### 加勒比地区
7月14日，飓风艾米莉吹袭格林纳达，该国不到一年前曾受到飓风伊万重创，尚未完全恢复。艾米莉造成当地1人死亡，该国北部受到严重破坏，卡里亚库岛2004年时正好避开了伊万最具破坏性的袭击，但面对艾米莉却没有这等幸运。岛上16套房屋被毁，另有超过200套受损，两家主要医院都被淹没。整个格林纳林一共遭受了1亿1040万美元损失。
风暴从牙买加南部经过并产生暴雨，引发多起山体滑坡，有5人因山洪爆发引起的事故而丧生，估计该国的损失总额达到6500万美元。据报道，千里达及托巴哥也有大量民宅因山体滑坡和洪灾受损。洪都拉斯因降水导致河流水位上涨，一名男子溺毙。

### 墨西哥
| 国家     | 死亡人数 | 损失数额（美元） |
| 格林纳达 | 1        | 1.104亿          |
| 牙买加   | 5        | 6500万           |
| 海地     | 5        | 无数据           |
| 洪都拉斯 | 1        | 无数据           |
| 墨西哥   | 5        | 8亿3430万        |
| 美国     | 0        | 480万            |
| 合计     | 17       | 10亿1400万       |

#### 尤卡坦半岛
7月18日，艾米莉以风力时速215公里的四级飓风强度吹袭尤卡坦半岛，但由于最强风速基本集中在中心周围很小范围的区域，气旋造成的破坏范围并不及预期之大。普拉亚德尔卡曼、图卢姆和科苏梅尔岛所受影响最为严重。少数混凝土制成的电线杆都被强烈的阵风折成两半。由于飓风行进速度较快，降雨量相对较少，最高的也只有120毫米。针对风暴经过尤卡坦半岛的气象报告很少，位于科苏梅尔岛圣米格尔（San Miguel）的一家气象站测得4.6米高的风暴潮，但这家气象站不具备官方资质。尤卡坦半岛沿岸的风暴潮大多不到1米。4米高的大浪引起一定程度的海岸侵蚀，还有部分沙丘和珊瑚礁受损。此外，有1.1公里长的挡土墙受损，难以抵御将来风暴产生的洪水袭击。
艾米莉产生的狂风对金塔纳罗奥州产生严重影响，特别是沿海的团结市（Solidaridad）有近20万居民失去供电。全州有851套民宅受到一定程度的结构性破坏，约5400公顷森林和农业用土受到风暴影响，部分树木的的树叶大量脱落。飓风对当地旅游业的打击最为严重，单酒店就遭受了8870万美元破坏。超过1万2500个酒店房间受到持续性破坏，全州正常营业的酒店中有近五分之一的基础设施受损。全州共计遭受的经济损失达1亿零430万美元。

#### 墨西哥东北部
艾米莉第二次登陆时仍有强烈三级飓风强度，对墨西哥东北海岸造成严重破坏。拉古纳马德雷的渔业社区有超过8成建筑物被风暴潮摧毁。塔毛利帕斯州多个沿海边远社区在风暴后失去同外界的交通联系，多地爆发大规模沿海洪灾，同时还有严重的风害，难以计数的民宅毁于一旦。蒙特雷还出现内陆洪灾。
风暴过后，里维埃拉玛雅地区的通讯出现困难，固定电话线路和供电均已中断，部分移动电话也无法收到信号。有1万8000名生活在美墨邊界以南不远处、塔毛利帕斯州低洼地区的居民撤离。如果包括石油行业遭受的破坏，整个墨西哥共因这场飓风受到8亿3430万美元损失。

### 德克萨斯州

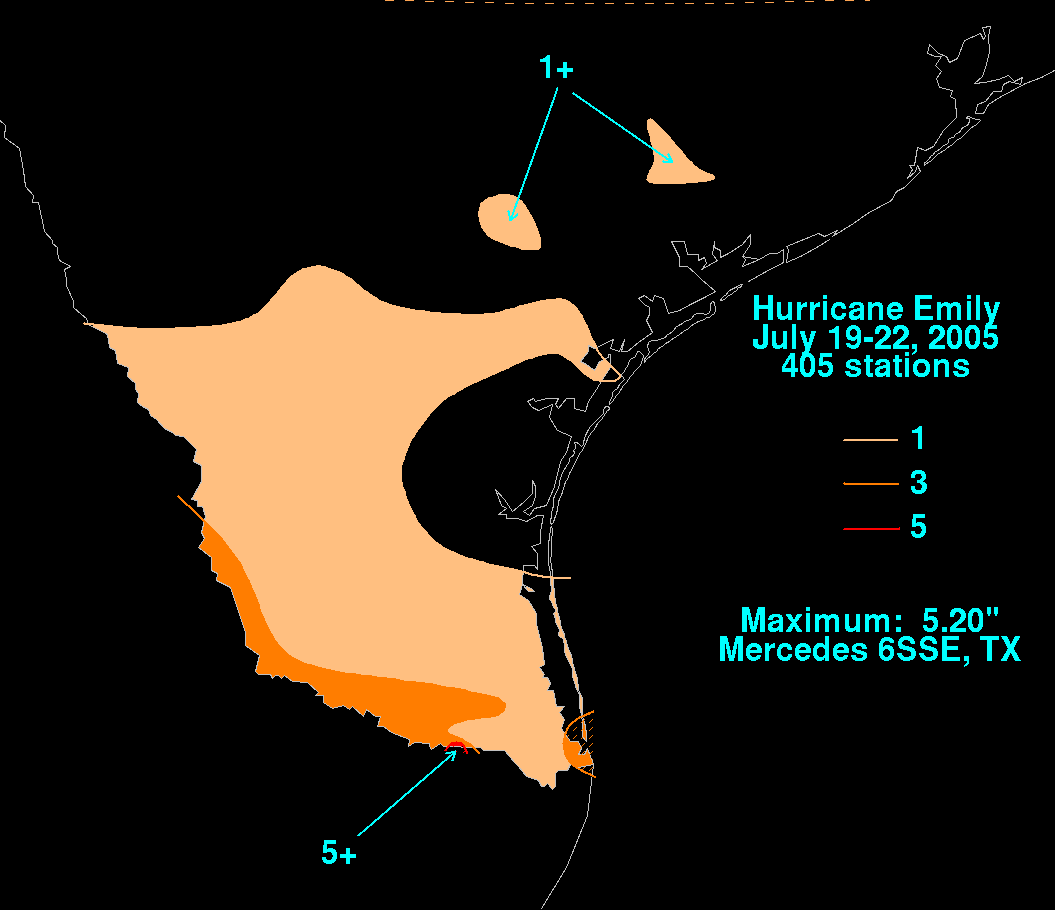
飓风艾米莉在美国产生的降水分布

艾米莉一度接近德克萨斯州南部，但当地遭受的破坏程度较轻。州内部分地区出现热带风暴强度大风，阵风时速最高有100公里，致使少量屋顶受损。海岸沿线出现1.3米高的风暴潮，德克萨斯州100号高速公路部分路段被淹。没有报道表明风暴在该州引起结构性破坏，但有部分树木倒塌，超过3万电力用户失去供电。伊达尔戈县梅塞德斯（Mercedes）是德州因这场风暴产生降水最多的所在，降雨量达到132毫米。此外，气旋还催生出多场龙卷风，单在德克萨斯州着陆的就有8场，多套民房因此受损或被毁。风暴也有一些正面影响，系统残留给德克萨斯州西部较远的区域带去急需的降水，缓解当地旱情。该州遭受的农业损失共计470万美元，财产损失则为22万5000美元。